# 鈴木優香
铃木优香（日语：鈴木 優香，2000年8月15日—）是日本偶像藝人，為女子偶像團體AKB48 Team 8前成員（靜岡縣代表），静岡縣出身。所屬經紀公司為LIBERA。铃木起初并没有得到特别多的瞩目，但在寥寥可數的活动之中以SHOWROOM配信中展示了大胆行为及发言包括了展示自己的内衣等以及各种Cosplay的活动而获得了男性粉丝间的话题，之后才受到了注目，并被称为“话题新人”。

## 個人略歷

### 出道前
铃木在小时候其实是个害羞的人，平常只會跟兩個比較要好的朋友在一起，除此之外就沒跟其他人說過話，加上本人也不怎么会与团体交际，所以就被人說是很陰沉的人。后来在父母的鼓励之下藝能界，所以從小就就去做子役的試鏡，起初自己并不是特别乐意去尝试，但後來自己也產生了興趣，在于畢業紀念冊上也寫了未來的夢想是當模特兒，虽然身旁的朋友并不鼓励她去尝试，且还嘲笑她，但是她并没有放弃，也为她在后来的演艺活动中打下了地基。
2018年3月，她以皆川優香名义出现在地下偶像组合81 moment的官方网站中成为4期候補生，并于同年6月正式加入。但在同年的11月从组合毕业，结束了5个月短暂的偶像生涯。同月的30日，她又以地下偶像组合晚安世界再度出道，直至2019年4月30日活動结束。期间，她也有参与由指原莉乃擔任總製作人的聲優偶像團體，且为=LOVE姐妹团的≠ME甄选，但却因当时仍然有合约在身所以被迫辞退，她也于Twitter透露自己已有从晚安世界离开的想法，但却因为遭到营运的无视与拒绝而放弃直到合约结束。
同年的5月27日中，她也以入学希望者的身份参与了青春高校3年C組，但却未能成为固定成员。

### Team 8活动开始
2019年开始，Team 8陆陆续续有多名成员毕业，其中也包括了静岡縣代表的橫道侑里，AKS便在8月8日的大阪府巡回公演中便宣布了进行了AKB48 Team 8代表不在県成员募集合同甄选。铃木在因緣際會看到了此徵選，之后投履歷然後被選上，成为了静岡縣的第二代成员。10月14日，于神奈川縣横滨市的橫濱國際平和會議場举行的AKB48 56th单曲《持续爱你》劇場盤握手会中初次披露，也成为当天披露成员中最年长者。
11月30日，她于Team 8的公演汤浅顺司“水滴的落下，将成为通往未来的彩虹”首度以前座Girls的身份登台，也是她首次参与剧场公演的演出。
2020年2月24日，铃木于“2020 AKB48新小分队! 新体验现场音乐节♪”中被选为TinTlip成员，并在当天演出了15首歌曲。其后，她首度参与AKB48单曲录制，作为小分队1st Campus成员演唱3月18日发行单曲《感谢失恋》Type-B的收录曲“回憶吾友”。
2021年4月26日因同月14日周刊文春的報導，暂停于AKB48的活动。7月30日，活动再开。
9月18日，宣布畢業。9月27日，在AKB48劇場舉行畢業公演，正式從AKB48畢業。

### AKB48畢業後
2022年6月23日，加盟經紀公司FLAVE ENTERTAINMENT。同年12月7日，開設個人YouTube頻道。
2023年9月11日，宣布離開FLAVE ENTERTAINMENT。
2025年1月，加盟經紀公司LIBERA。

## 人物
- Catch Phrase（自我介紹詞）是「我是来自静冈县，比富士山更加有元气的，○○岁的铃木优香。」（静岡県から来ました、富士山よりも元気になりたい、19歳の鈴木優香です。）
- 母亲是中国北方人，在幼儿园之前都是在中国度过，所以会说中文[16]，但是不會讀寫[17]。
- 特技是讓一邊的眼睛變鬥雞眼以及中文[17]。而现在也会每年回中国至少一次[17]。
- 与同为在写真界大有人气的NMB48成员横野堇曾在AKB48 Request Hour Setlist Best50 2020演唱会中互相招呼而认识[2]，两人也被誉为写真界的新星[2]。
- 想成为类似渡边麻友的偶像，但自认风格相差太远[2]，所以以渡边美优纪为目标，成为类似那樣帶點小惡魔感的风格[2]。

## 音樂作品
AKB48
|      | 發行日期       | 單曲名稱      | 參與歌曲名稱 | 名義       | 收錄於 | MV | 備註 |
| ---- | -------------- | ------------- | ------------ | ---------- | ------ | -- | ---- |
| 57th | 2020年03月18日 | 感謝失戀      | 回憶吾友     | 1st Campus | Type B | ★  |      |
| 58th | 2021年9月29日  | 一切都成Rumor | 西高東低     | Team8      | Type B |    |      |

数字单曲
| 發行日期       | 單曲名稱 | 參與歌曲名稱 | 名義  | 收錄於 | MV | 備註 |
| -------------- | -------- | ------------ | ----- | ------ | -- | ---- |
| 2020年07月01日 | 即使分離 | 即使分離     | AKB48 |        | ★  |      |

## 外部鏈結
- AKB48官網個人介紹頁 （页面存档备份，存于）（日語）
- AKB48 Team 8官網個人介紹頁 （页面存档备份，存于）（日語）
- 鈴木優香的X（前Twitter）（日語）
- 鈴木優香的Instagram帳戶（日語）
- 鈴木優香的TikTok（日語）
- 鈴木優香的SHOWROOM專頁（日語）